# Christian II Wittelsbach (Pfalz-Birkenfeld)
Christian II Wittelsbach (ur. 22 czerwca 1637 w Bischwiller, zm. 26 kwietnia 1717 w Birkenfeld) – hrabia palatyn i książę Palatynatu-Zweibrücken-Birkenfeld.
Syn księcia Christiana I Wittelsbacha i Magdaleny Wittelsbach. Jego dziadkami byli: Karol Wittelsbach i Dorota Braunschweig-Lüneburg oraz Jan II Wittelsbach i Katarzyna de Rohan.
5 września 1667 roku ożenił się z Katarzyną Agatą Rappoltstein (1648-1683), spadkobierczynią terenu Rappoltstein, który został włączony do Palatynatu-Birkenfeld. Para miała szóstkę dzieci:
- Magdalena Klaudia (1668-1704) – żona Filipa Hanau-Münzenberg (1664-1712)
- Zofia Elżbieta (1671-1672)
- Krystyna Katarzyna (1671-1673)
- Charlotta Wilhelmina (1672-1673)
- Christian (1674-1735) – hrabia palatyn i książę Palatynatu-Zweibrücken
- Luiza (1679-1753) – żona Fryderyka Waldeck-Pyrmont

W 1671 roku zmarł bezpotomnie Karol II Otto książę Palatynatu-Zweibrücken-Birkenfeld. Christian II został jego następcą. W 1696 jego młodszy brat Jan Karol zawarł małżeństwo morganatyczne, bracia podpisali porozumienie na mocy którego dzieci Jana Karola nie mogły dziedziczyć Palatynat-Gelnhausen – otrzymały w zamian tytuł książąt w Bawarii (Herzog in Bayern).